# Italian Open 2022 (теніс)
Italian Open 2022 — тенісний турнір, що проходив на ґрунтових кортах у місті Rome, Італія з 9 до 21 травня. Належав до категорій ATP Masters 1000 та WTA 1000, був турніром серії Мастерс Рим 2022 року.

## Фінальна частина

### Чоловіки, одиночний розряд
Новак Джокович —  Стефанос Ціціпас 6–0, 7–6(7–5)

### Жінки, одиночний розряд
Іга Свьонтек —  Унс Джабір 6–2, 6–2

### Чоловіки, парний розряд
Нікола Мектич /  Мате Павич —  Джон Ізнер /  Дієго Шварцман 6–2, 6–7(6–8), [12–10]

### Жінки, парний розряд
Вероніка Кудерметова /   Анастасія Павлюченкова —  Габріела Дабровскі /  Джуліана Ольмос 1–6, 6–4, [10–7]